# Четуев, Игорь Владимирович
Игорь Владимирович Четуев (род. 29 января 1980, Севастополь) — украинский пианист.

## Биография
Учился в музыкальной школе № 1 в Севастополе, ученик Натальи Переферкович и Татьяны Ким. Как ученик Натальи Переферкович (учился с семи лет) за годы лет обучения трижды становился лауреатом престижных международных европейских конкурсов. В 7-м классе музыкальной школы, уже став учеником Татьяны Ким, в 1994 году выиграл Международный конкурс пианистов в Харькове, проводившийся благотворительным фондом Владимира Крайнева, после чего стал учеником Крайнева в Ганноверской Высшей школе музыки и театра. 
В 1998 году одержал победу на Международном конкурсе пианистов имени Артура Рубинштейна в Израиле. Участвовал в программах Фонда Владимира Спивакова и выступал с оркестром «Виртуозы Москвы».
В 2007 году Игорь Четуев аккомпанировал басу Ферруччо Фурланетто на сцене Ла Скала. Сыграл три концерта с Симфоническим оркестром Кельна под управлением Семена Бычкова и выступил на фестивале в Ла Рок д’Антероне, исполнив 24 этюда Шопена.
В 2009 году он был специальным гостем Национального оркестра Франции в Театре на Елисейских полях, а в июле 2010 года исполнит там Первый фортепианный концерт Чайковского под управлением Неэме Ярви. Также среди ангажементов этого сезона — исполнение Первого концерта Чайковского с Филармоническим оркестром Люксембурга и Гюнтером Хербигом; совместные выступления с Национальным оркестром Монпелье и Яроном Траубом; оркестром «Виртуозы Москвы», Владимиром Спиваковым и Максимом Венгеровым; Московским государственным симфоническим оркестром и Павлом Коганом во время турне по Великобритании; Симфоническим оркестром национальной филармонии Украины во время турне по Швейцарии; Симфоническим оркестром Сен-Этьена и Владимиром Вакульским; Евро-Азиатским филармоническим оркестром в Южной Корее.
Игорь Четуев регулярно выступает во Франции и других странах Европы, дал четыре концерта в Вигмор-холле, выступал с Ксавье Филлипом на фестивале в Кольмаре и Монпелье и с Огюстеном Дюме в Париже.